# Janeth Chepngetich
Janeth Chepngetich (23 luglio 1998) è una mezzofondista keniota.

## Palmarès
| Anno | Manifestazione     | Sede  | Evento        | Risultato | Prestazione | Note |
| ---- | ------------------ | ----- | ------------- | --------- | ----------- | ---- |
| 2015 | Mondiali U18       | Cali  | 1500 m piani  | 5ª        | 4'19"43     |      |
| 2015 | Africani U18       | Cali  | 1500 m piani  | Bronzo    | 4'21"87     |      |
| 2024 | Giochi panafricani | Accra | 10000 m piani | Oro       | 33'37"00    |      |

## Campionati nazionali
2023
- Bronzo ai campionati kenioti, 5000 m piani - 15'07"55

2024
- 12ª ai campionati kenioti di corsa campestre - 33'30"

## Altre competizioni internazionali
2023
- Bronzo alla Mezza maratona di Valencia ( Valencia) - 1h05'15"
- Argento alla Mezza maratona di Praga ( Praga) - 1h06'42"
- Oro al Birell Grand Prix ( Praga) - 30'21"

2024
- 4ª alla 10K Valencia Ibercaja ( Valencia) - 29'55"
- Argento all'Athletissima ( Losanna), 3000 m piani - 8'23"48

2025
- 10ª al Meeting international Mohammed VI d'athlétisme de Rabat ( Rabat), 3000 m piani - 8'38"83